# Баркюньян
Баркюнья́н (фр. Barcugnan) — коммуна во Франции, находится в регионе Юг — Пиренеи. Департамент — Жер. Входит в состав кантона Мьелан. Округ коммуны — Миранд.
Код INSEE коммуны — 32028.

## География

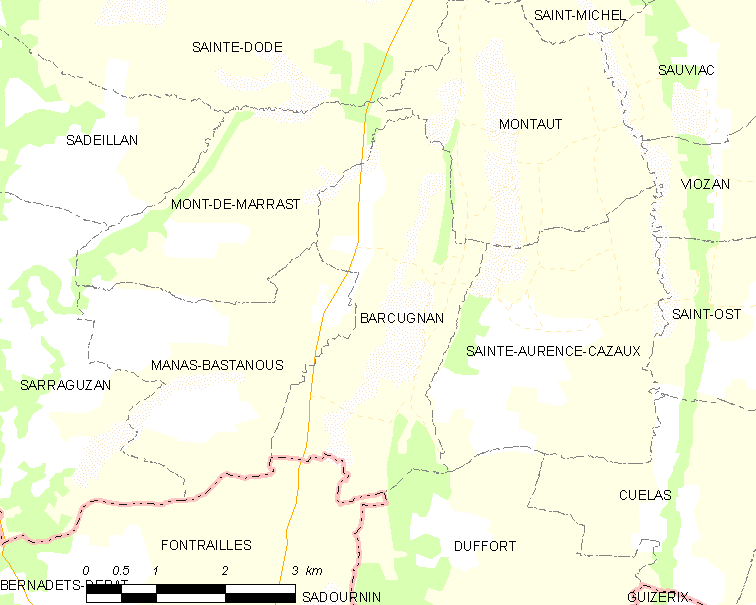
Карта коммуны

Коммуна расположена приблизительно в 630 км к югу от Парижа, в 90 км западнее Тулузы, в 33 км к юго-западу от Оша.
По территории коммуны протекает река Баиз.

## Климат
Климат умеренно-океанический. Лето жаркое и немного дождливое, температура часто превышает 35 °С. Зимой часто бывает отрицательная температура и ночные заморозки. Годовое количество осадков — 700—900 мм.

## Население
Население коммуны на 2010 год составляло 120 человек.
| 1962 | 1968 | 1975 | 1982 | 1990 | 1999 | 2010 |
| ---- | ---- | ---- | ---- | ---- | ---- | ---- |
| 260  | 228  | 192  | 169  | 164  | 143  | 120  |

## Администрация
| Период | Период | Фамилия        | Партия       | Примечания |
| ------ | ------ | -------------- | ------------ | ---------- |
| 1933   | 1947   | Адольф Ламарк  |              |            |
| 1947   | 1959   | Габриэль Тимон |              |            |
| 1959   | 1971   | Жан-Мари Бонно |              |            |
| 1971   | 2005   | Жоэль Бонно    | беспартийный |            |
| 2005   | 2014   | Робер Бетбез   |              |            |
| 2014   | 2020   | Кристиан Галан |              |            |

## Экономика
В 2010 году среди 56 человек трудоспособного возраста (15-64 лет) 39 были экономически активными, 17 — неактивными (показатель активности — 69,6 %, в 1999 году было 75,9 %). Из 39 активных жителей работали 33 человека (17 мужчин и 16 женщин), безработных было 6 (4 мужчины и 2 женщины). Среди 17 неактивных 4 человека были учениками или студентами, 8 — пенсионерами, 5 были неактивными по другим причинам.